# Alexandre Moors
Alexandre Moors (Suresnes, 1972) è un regista, sceneggiatore e direttore creativo francese.

## Biografia
Nato e cresciuto a Suresnes, vicino a Parigi. Da adolescente ha fatto parte della scena graffiti parigina, prima di studiare alla Penninghen School e successivamente all'Arts Decos' (ENSAD). Nel 1998 lascia Parigi per trasferirsi a New York, dove lavora come disegnatore grafico, regista e direttore creativo.
È stato direttore creativo per il On the Run Tour di Beyoncé e Jay-Z e per il The Mrs. Carter Show World Tour di Beyoncè. Moors ha lavorato anche per Kanye West come consulente e direttore artistico per i videoclip Niggas in Paris e Runaway. Nella sua carriera ha diretto anche spot pubblicitari, tra cui alcuni per il marchi, Hugo Boss, Zegna e Beats by Dr. Dre.
Nel 2013 debutta alla regia cinematografica con il lungometraggio Blue Caprice, presentato in anteprima al Sundance Film Festival 2013 e candidato agli Independent Spirit Award per il miglior film d'esordio. Torna dietro la macchina da presa per dirige il film Il destino di un soldato, che è stato presentato in anteprima al Sundance Film Festival 2017.

## Filmografia

### Lungometraggi
- Blue Caprice (2013)
- Il destino di un soldato (The Yellow Birds) (2017)

### Cortometraggi
- How People Do (2000)
- The Lady Lovelace Deception System (2002)
- Cherry Bloom (2006)
- Cruel Summer, co-diretto con Kanye West (2012)

### Videoclip
- All I Want Is You - Miguel feat. J. Cole (2010)
- Good Hit - Jennifer Lopez (2010)
- Midnight Hour - Talib Kweli feat. Estelle (2010)
- Bad - Wale feat. Tiara Thomas
- i - Kendrick Lamar (2014)
- Main Chick - Kid Ink feat. Chris Brown & Tyga (2014)
- Slide Away - Miley Cyrus (2019)
- Mother's Daughter - Miley Cyrus (2019)
- Icy - Kim Petras (2019)
- Wrong Direction - Hailee Steinfeld (2020)
- Pa' mis muchachas - Christina Aguilera (2021)